# Élections législatives argentines de 2021
Les élections législatives argentines de 2021 se tiennent le 14 novembre 2021 pour élire 127 des 257 députés à la Chambre des députés d'Argentine, ainsi que 24 des 72 sénateurs du Sénat.
Le scrutin est organisé dans le contexte de la pandémie de Covid-19, qui provoque son report de plusieurs mois.

## Contexte

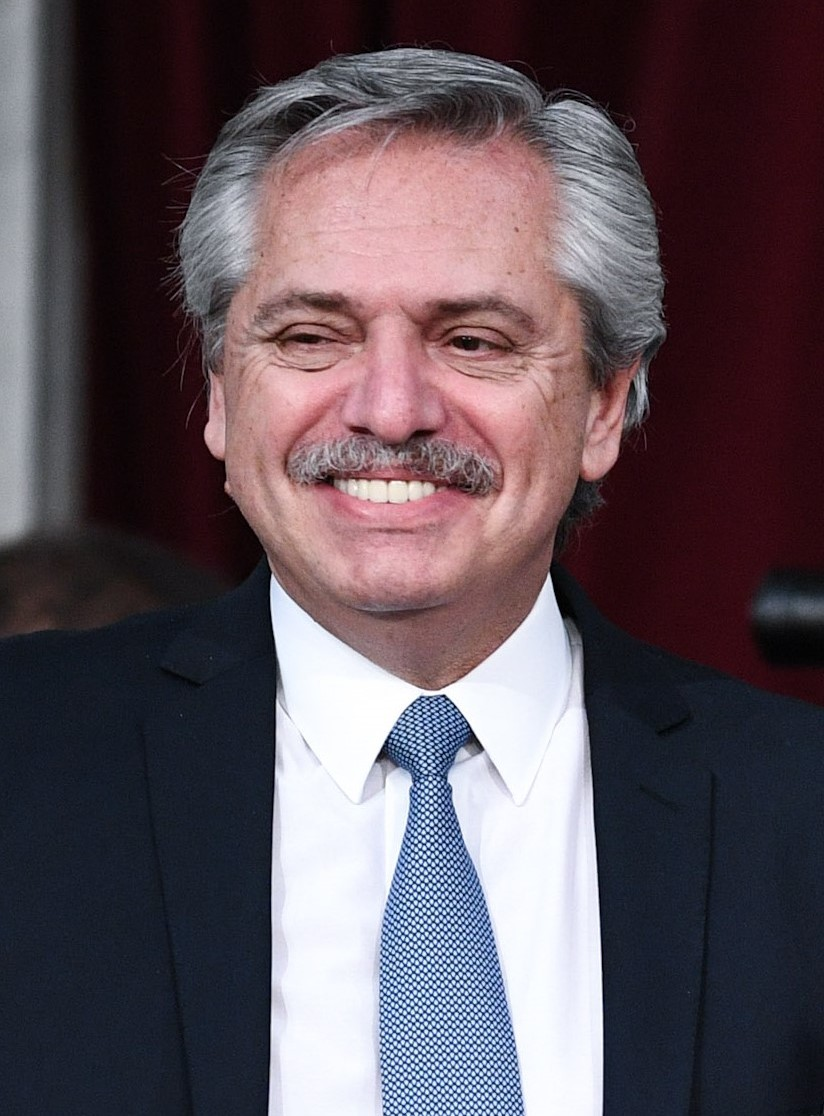
Alberto Fernandez

Les élections d'octobre 2019 donnent lieu à un congrès sans majorité. La coalition de centre droit Ensemble pour le changement menée par le parti Proposition républicaine obtient la majorité relative à la Chambre des députés avec 46 % des sièges, devançant de quelques sièges la coalition de centre gauche Front commun menée par le Parti justicialiste. Le Front commun obtient toutefois la majorité relative au Sénat, avec exactement la moitié des sièges. L'élection présidentielle organisée simultanément voit la défaite du président sortant Mauricio Macri. Soutenu par Ensemble pour le changement, ce dernier est battu dès le premier tour par le candidat du Front commun Alberto Fernández, qui obtient un peu plus de 48 % des voix, le système électoral argentin permettant l'élection dès le premier tour d'un candidat ayant obtenu au moins 45 % des voix et 10 % d'avance sur le candidat suivant.
Initialement prévues le 24 octobre 2021, les élections sont repoussées le 8 mai au 14 novembre du fait de la progression de la pandémie de Covid-19, le gouvernement et l'opposition s'accordant pour en voter le report. Les primaires nationales prévues le 8 aout sont elles-mêmes repoussées au 12 septembre. Leur annulation pure et simple est alors projetée par le gouvernement d'Alberto Fernández et une majorité des gouverneurs, mais rejetée par l'opposition, les deux camps déposant des projets de lois opposés.
L'Argentine est en proie à une violente crise économique, caractérisée par trois années consécutives de récession et un taux de pauvreté de 40,6 % en 2021. Le pays doit également faire face à une échéance de remboursement de prêts au FMI octroyés sous la présidence Macri. Si le gouvernement d'Alberto Fernández venait à perdre le scrutin, il ne serait plus en mesure d'engager des réformes et devrait se limiter à la gestion des affaires courantes jusqu'au terme de son mandat en 2023 ou tenter de gouverner par décret. Il s'appuie cependant sur l'amélioration notable de la situation sanitaire au cours des mois précédents les élections, l'Argentine totalisant alors 78 % de vaccinés à une dose, et 60 % à deux.

## Système électoral

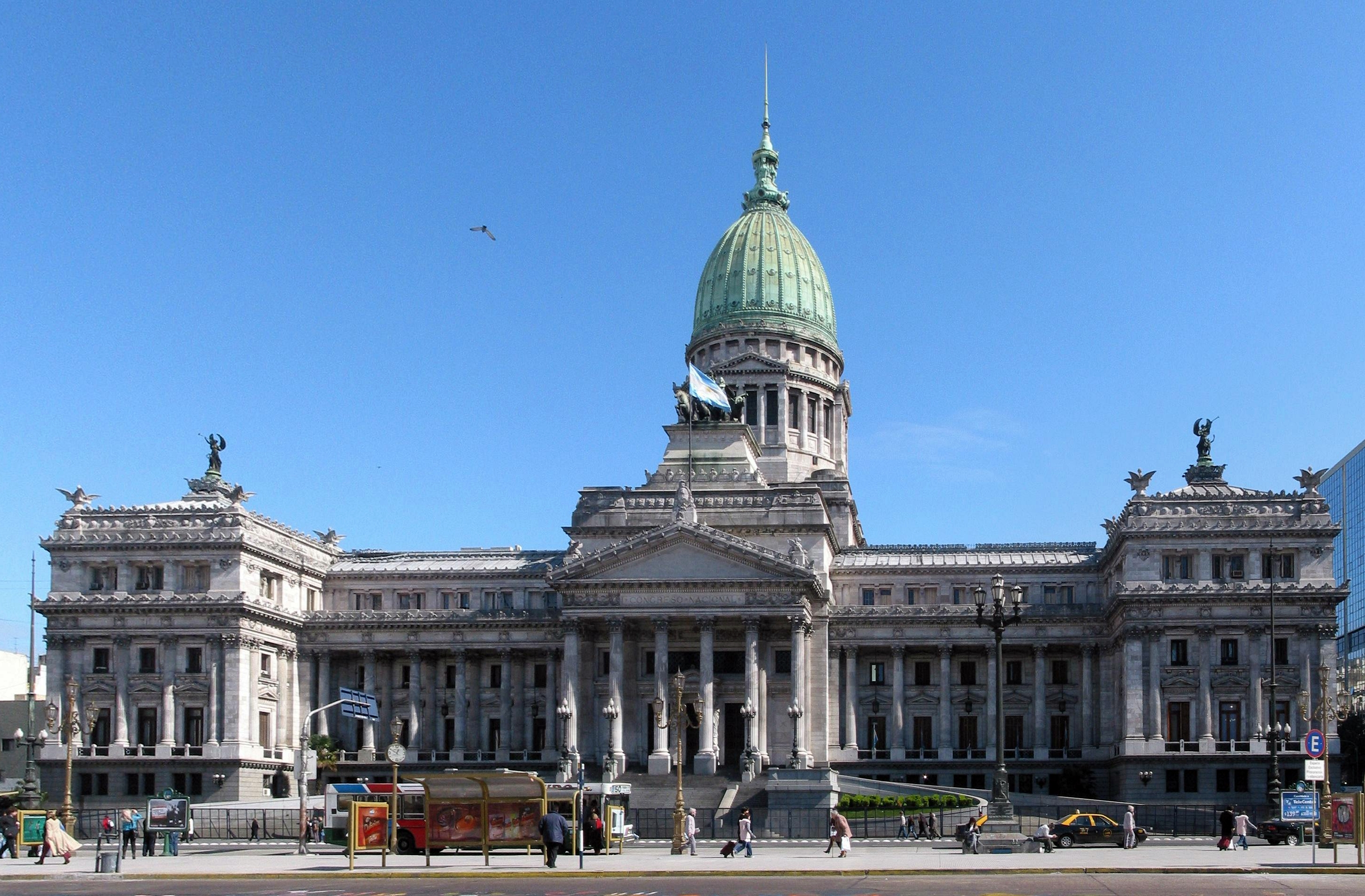
Palais du Congrès de la Nation argentine.

Le Congrès de la nation argentine est un parlement bicaméral doté d'une chambre basse, la Chambre des députés, et d'une chambre haute, le Sénat.
La Chambre des députés est renouvelable par moitié. Ce sont donc la moitié des 257 sièges de députés qui sont mis en jeu lors de cette élection, arrondis à l'inférieur à 127 sièges. Le Sénat est quant à lui renouvelable par tiers. Ce sont donc un tiers des 72 sièges de sénateurs qui sont mis en jeu, soit 24 sièges.
Le droit de vote s'acquiert à 16 ans, et est obligatoire pour tous les citoyens âgés de 18 à 70 ans, à quelques exceptions près (maladie, éloignement des bureaux de vote). L'abstention est sanctionnée par une amende d'un montant variant entre 50 et 500 pesos argentins, et par l'interdiction d'occuper des fonctions ou des emplois publics pendant trois ans.

### Chambre
La Chambre des députés (Cámara de Diputados) est dotée de 257 sièges pourvus pour des mandats de quatre ans renouvelés par moitié tous les deux ans. Le système électoral mis en œuvre est celui du scrutin proportionnel plurinominal à la plus forte moyenne, selon la méthode d'Hondt dans 24 circonscriptions électorales plurinominales correspondants aux vingt-trois provinces de l'Argentine plus Buenos Aires. Le nombre de sièges par circonscription varie selon leur population. Un Seuil électoral de 4 % des suffrages exprimés au niveau national est requis pour que les listes de candidats puissent se voir attribuer des sièges.

### Sénat
Le Sénat est quant à lui doté de 72 sièges pourvus pour des mandats de six ans, renouvelables par tiers tous les deux ans dans les mêmes circonscriptions que les députés, selon une version modifiée du scrutin majoritaire à un tour. Dans ces vingt quatre circonscriptions plurinominales de trois sièges chacune, deux sièges sont attribués à la liste arrivant en tête, et le troisième à celle arrivée deuxième. Le sénat étant renouvelé par tiers, le scrutin n'a lieu que dans un tiers des circonscriptions.

## Résultats

### À la Chambre
| Partis                    | Partis                                      | Voix       | %     | Sièges      | Sièges | Sièges      | +/-           |
| Partis                    | Partis                                      | Voix       | %     | Total avant | Élus   | Total après | +/-           |
| ------------------------- | ------------------------------------------- | ---------- | ----- | ----------- | ------ | ----------- | ------------- |
|                           | Ensemble pour le changement (JxC)           | 9 752 860  | 41,97 | 115         | 60     | 116         | 1             |
|                           | Front de tous (FdT)                         | 7 801 805  | 33,57 | 120         | 50     | 118         | 2             |
|                           | Front de gauche et des travailleurs (FIT-U) | 1 373 548  | 5,91  | 2           | 4      | 4           | 2             |
|                           | Autres partis                               | 4 310 348  | 18,55 | 22          | 15     | 21          | 1             |
|                           |                                             |            |       |             |        |             |               |
| Votes valides             | Votes valides                               | 23 238 856 | 95,21 |             |        |             |               |
| Votes blancs et invalides | Votes blancs et invalides                   | 1 167 942  | 4,79  |             |        |             |               |
| Total                     | Total                                       | 24 406 798 | 100   | 257         | 157    | 257         | en stagnation |
| Abstentions               | Abstentions                                 | 10 007 026 | 29,08 |             |        |             |               |
| Inscrits/Participation    | Inscrits/Participation                      | 34 413 824 | 70,92 |             |        |             |               |

### Au Sénat
| Partis                    | Partis                                      | Voix      | %     | Sièges      | Sièges | Sièges      | +/-           |
| Partis                    | Partis                                      | Voix      | %     | Total avant | Élus   | Total après | +/-           |
| ------------------------- | ------------------------------------------- | --------- | ----- | ----------- | ------ | ----------- | ------------- |
|                           | Ensemble pour le changement (JxC)           | 3 260 964 | 46,85 | 26          | 14     | 31          | 5             |
|                           | Front de tous (FdT)                         | 1 916 759 | 27,54 | 40          | 9      | 34          | 6             |
|                           | Front de gauche et des travailleurs (FIT-U) | 237 797   | 3,42  | 0           | 0      | 0           | en stagnation |
|                           | Autres partis                               | 1 544 203 | 22,19 | 2           | 1      | 3           | 1             |
|                           |                                             |           |       |             |        |             |               |
| Votes valides             | Votes valides                               | 6 959 726 | 94,64 |             |        |             |               |
| Votes blancs et invalides | Votes blancs et invalides                   | 394 299   | 5,36  |             |        |             |               |
| Total                     | Total                                       | 7 354 025 | 100   | 72          | 24     | 72          | en stagnation |